# Религиозная война
Религиозная война или «Священная» война — вооружённый конфликт между представителями различных религиозных групп в государстве или между государствами с различными религиями.
Религиозная война очень часто вызвана религиозными различиями между странами с разной религией или с разными течениями внутри одной религии, часто в пределах одной страны.
Религиозная война у мусульман в исламе — джихад. Формально джихад не ведётся против тех, с кем халиф исламского государства заключил мирный договор. В джихаде обязан участвовать всякий способный носить оружие мусульманин. Павший в бою считается мучеником, которого будто бы ожидают в раю награды, подробно описываемые в Коране и преданиях.

## Примеры
Ниже приведены примеры религиозных войн (не все), по мнению некоторых людей:
- Арабские завоевания:
  - Арабское завоевание Армении 632 года;
- Османские войны в Европе с 14 века
- Русско-турецкие войны
- Религиозное противостояние на Ближнем Востоке;
- Война против ИГИЛ и другие.

В разные периоды истории войны, основные причины которых были религиозными, также назывались священными. Такое название часто применялось к конфликтам, где существовала подлинная или мнимая угроза существующей религии или культуре страны. У адептов основных религий мира священные войны приобретали такие названия:
- Крестовые походы — священная война в христианстве, в частности в католицизме.
- Джихад — священная война в исламе.
- Мильхемет мицва — священная война в иудаизме.

## В переносном смысле
Среди англоязычных пользователей Интернета понятие «религиозная война» (англ. Holy War) употребляется как метафора и означает принципиальный спор, в котором обе стороны настаивают на своей правоте и не обращают внимания на доводы контрагента.